# La cabeza (cortometraje)
La cabeza es el primer cortometraje de Alejandro Amenábar, fue realizado en 1991 cuando todavía era un adolescente.

## Sinopsis
La cabeza, planteada a modo de leyenda urbana, es la historia de una chica que vuelve a su casa del trabajo y se encuentra una nota del marido diciendo que llegará tarde. Cae la noche, y de pronto se da cuenta de que hay alguien más dentro de la casa. Esa persona resulta ser el marido, que no articula palabra. Suena el teléfono, el interlocutor le informa de que el marido acaba de morir en un accidente de tráfico, y la figura inmutable desaparece. Hasta ahí llegaba la historia original, que después, estimando que no era insuficiente y más bien sosa, ampliaron, de mutuo acuerdo, Mateo y Alejandro. La presencia del marido se mantiene. Se aprecia su cara desfigurada por el accidente, y la mujer, horrorizada, le arranca la cabeza. Ésta, convertida en calavera, comienza a dar botes por toda la casa, momento a partir del cual también se modifica el tono de la música, en principio inquietante. 

## Curiosidades
- Amenábar tenía diecinueve años cuando hizo este corto.